# 李善兰
李善蘭（1811年1月2日—1882年12月9日），原名心兰，字竟芳，號秋紉，别号壬叔，浙江省杭州府海寧縣人，清朝数学家、天文学家、物理学家、植物学家、教育家和翻译家，是中國近代數學的先驅。被誉为“西学东渐的集大成者”。

## 生平
李善蘭於嘉慶十五年十二月初八日（1811年1月2日）子時生於浙江海宁县硖石镇。10岁即通《九章算术》，15岁通习《几何原本》六卷，17岁参加杭州乡试未中。道光二十五年（1845年）以所著《四元解》二卷呈浙江名士顾观光，说“深思七昼夜，尽通其法”。从此钻研天文、历算，成为远近闻名的数学家。
咸豐二年（1852年）至同治五年（1866年）受聘於墨海书馆任编译。同治二年（1863年）被招至曾国藩幕中。同治五年（1866年）曾国藩出资三百金为李善兰刻《几何原本》后九卷。同治七年（1868年），入同文馆总教习，执教算法，前后八年。同治十三年（1874年）升户部主事。光绪二年（1876年）升员外郎。光绪八年（1882年）升郎中。

## 成就
曾独立創立「尖錐術」，並在組合恆等式方面提出李善蘭恆等式。35岁時刻印《方圆阐幽》、《弧矢启秘》和《对数探源》三种数学著作。
1867年，刊行《则古昔斋算学十三种》（其中包括《方圆阐幽》，《弧矢启秘》，《对数探源》，《垛积比类》，《四元解》，《麟德术解》，《椭圆正术解》，《椭圆新术》，《椭圆拾遗》，《火器真诀》，《尖锥变法解》，《级数徊求》，《天算或问》）。
1872年著《考数根法》，发表于《中西闻见录》第二期，这是中算史上最早的一篇关于素数的论文。
在1852年－1866年，与伟烈亚力合译《几何原本》后9卷，完成明代利玛窦、徐光启未竟之业。
又与伟烈亚力、韦廉臣、艾约瑟合译《谈天》、《代数学》、《代微积拾级》（美国伊莱亚斯·罗密士著）、《圆锥曲线说》、《奈端数理》、《重学》、《植物学》等书，由墨海书馆雕版刊行，对中国知识界有很大影响。
李善兰也是中国猜想的提出者，但他得知这个猜想不正确后就没有将其收入自己的著作中。

## 影響

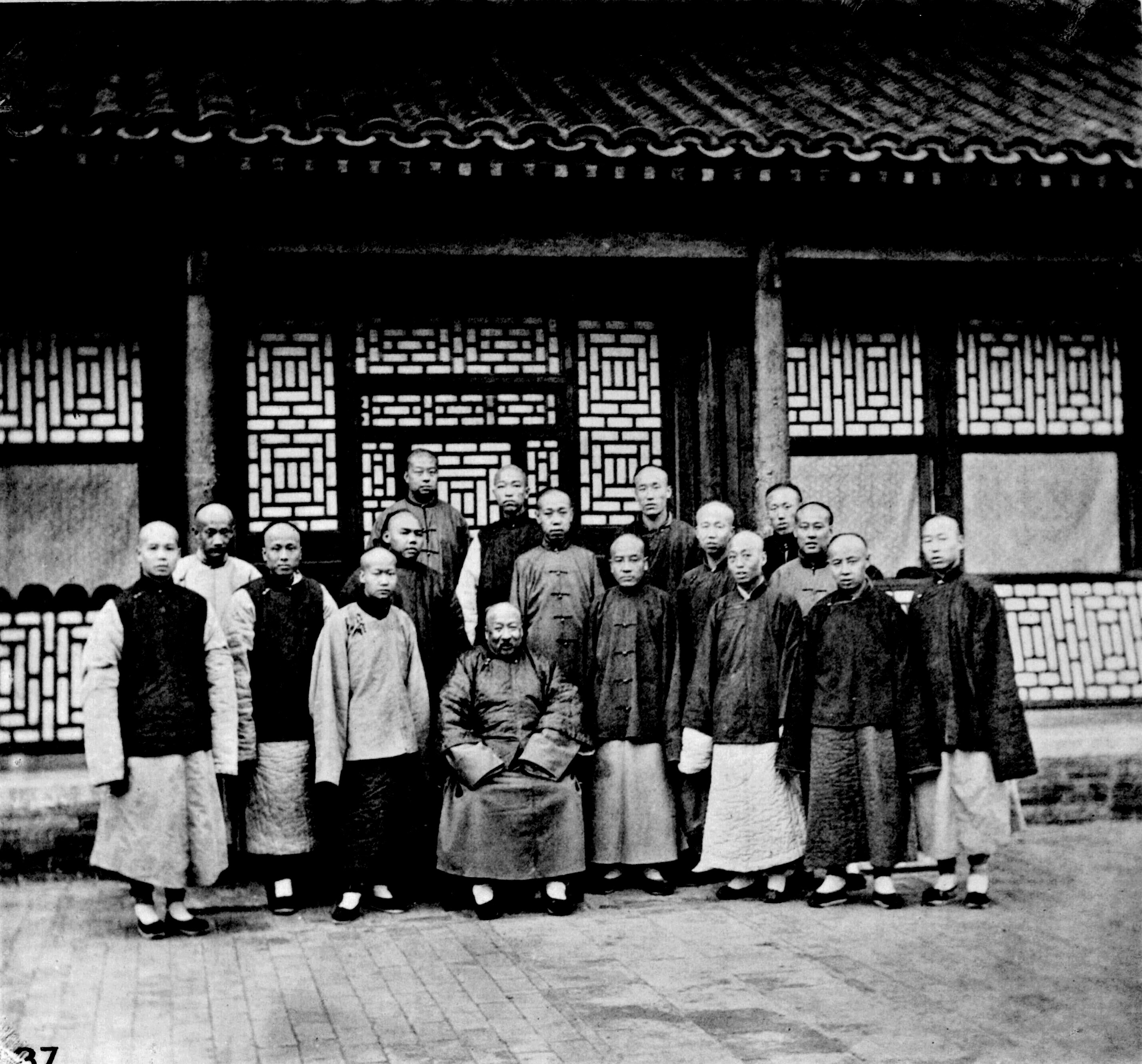
李善兰与学生

在1852年至1859年中，共译书七、八部，计七、八十万字，直接引进大量数学符号：＝、×、÷、＜、＞，而且他的翻译工作具独创性，创译了许多数学名词：代数、常数、变数、已知数、函数、系数、指数、级数、单项式、多项式、微分、横轴、纵轴、切线、法线、曲线、渐近线、相似等。同時也在植物學方面的翻譯著作有所貢獻，如細胞、花萼、子房、胚，以及分類學所使用的科，皆是由其所創譯。这些译名独具匠心，自然贴切。

## 延伸阅读
[在维基数据编辑]
 在维基文库阅读此作者作品（ 在维基共享资源阅览影像）
 《清史稿·卷294》
 《清史稿·卷507》，出自趙爾巽《清史稿》

### 引用
1. 1 2  楊自強. . 中華民國: 秀威資訊科技股份有限公司新銳文創. 2017年7月1日: 第25頁. ISBN 9789869486415 （中文）. 李善蘭的生日，一般認為是嘉慶十五年庚午十二月八日（1811年1月2日）。根據主要有兩條：一是《苞溪李氏家乘》：「心蘭，嘉慶庚午十二月初八日子時生，光緒壬午十月二十九日子時卒，壽七十三歲。」二是李慈銘《越縵堂日記》三十九冊《荀學齋日記》丁集下光緒八年十一月二十日條的說法：「（李善蘭）是年十月二十九日卒。生於嘉慶十五年十二月八日，年七十有三」。
2. ↑  Changbao, L. I. . 中国科技术语. 2023-04-05, 25 (2): 72. doi:10.12339/j.issn.1673-8578.2023.02.010.
3. ↑  张必胜. . 高教探索. 2019, (4): 117–123  [2023-08-31].
4. ↑  《李俨.钱宝琮科学史全集》卷8 《李善兰年谱》 320-349 页
5. ↑  《李俨.钱宝琮科学史全集》卷8 《李善兰年谱》 338 页
6. ↑  《李俨.钱宝琮科学史全集》卷8 《李善兰年谱》 341页

## 参閱
- 华蘅芳

## 外部連結
- 洪萬生：〈《張文虎日記》中的李善蘭〉。
- 李善兰 （页面存档备份，存于）（日語） 创译了许多数学名词
- Biography （页面存档备份，存于） at the MacTutor History of Mathematics archive
- 東亞第一本微積分課本 （页面存档备份，存于）
- 從李善蘭研究看中算史學展望 （页面存档备份，存于）